# Collegio uninominale Puglia - 12
Il collegio elettorale uninominale Puglia - 12 è stato un collegio elettorale uninominale della Repubblica Italiana per l'elezione della Camera dei deputati tra il 2017 ed il 2022.

## Territorio
Come previsto dalla legge elettorale italiana del 2017, il collegio era stato definito tramite decreto legislativo all'interno della circoscrizione Puglia.
Era formato dal territorio di 18 comuni: Avetrana, Cellino San Marco, Erchie, Francavilla Fontana, Latiano, Manduria, Maruggio, Mesagne, Oria, San Donaci, San Michele Salentino, San Pancrazio Salentino, San Pietro Vernotico, Sava, Torchiarolo, Torre Santa Susanna, Torricella e Villa Castelli.
Il collegio era quindi compreso tra la provincia di Brindisi e la provincia di Taranto.
Il collegio era parte del collegio plurinominale Puglia - 02.

## Eletti
| Elezione | Elezione | Deputato             | Partito               |
| -------- | -------- | -------------------- | --------------------- |
|          | 2018     | Giovanni Luca Aresta | Movimento 5 Stelle    |
|          | 2022     | Giovanni Luca Aresta | Insieme per il futuro |

## Dati elettorali

### XVIII legislatura
Come previsto dalla legge elettorale, 232 deputati erano eletti con sistema a maggioranza relativa in altrettanti collegi uninominali a turno unico.
| Candidati              | Candidati                      | Voti    | %     | Liste                    | Voti    | %     |
| ---------------------- | ------------------------------ | ------- | ----- | ------------------------ | ------- | ----- |
|                        | Giovanni Luca Aresta ✔️ Eletto | 59 680  | 47,43 | Movimento 5 Stelle       | 59 680  | 47,43 |
|                        | Antonio Andrisano              | 41 792  | 33,21 | Forza Italia             | 27 436  | 21,80 |
| Lega                   | Antonio Andrisano              | 41 792  | 33,21 | 6 913                    | 5,49    |       |
| Fratelli d'Italia      | Antonio Andrisano              | 41 792  | 33,21 | 4 075                    | 3,24    |       |
| Noi con l'Italia - UDC | Antonio Andrisano              | 41 792  | 33,21 | 3 368                    | 2,68    |       |
|                        | Elisa Mariano                  | 16 705  | 13,28 | Partito Democratico      | 14 629  | 11,63 |
| +Europa                | Elisa Mariano                  | 16 705  | 13,28 | 1 134                    | 0,90    |       |
| Italia Europa Insieme  | Elisa Mariano                  | 16 705  | 13,28 | 499                      | 0,40    |       |
| Civica Popolare        | Elisa Mariano                  | 16 705  | 13,28 | 443                      | 0,35    |       |
|                        | Valentina Carella              | 3 336   | 2,65  | Liberi e Uguali          | 3 336   | 2,65  |
|                        | Emanuele Modugno               | 1 324   | 1,05  | Potere al Popolo!        | 1 324   | 1,05  |
|                        | Maria Lucia Errico             | 967     | 0,77  | CasaPound                | 967     | 0,77  |
|                        | Domenico Ribezzo               | 582     | 0,46  | Partito Comunista        | 582     | 0,46  |
|                        | Luigi Perez                    | 482     | 0,38  | Partito Valore Umano     | 482     | 0,38  |
|                        | Giovanni Ribezzo               | 343     | 0,27  | Il Popolo della Famiglia | 343     | 0,27  |
|                        | Amedeo Turi                    | 297     | 0,24  | Italia agli Italiani     | 297     | 0,24  |
|                        | Luigi Perrucci                 | 186     | 0,15  | PRI - ALA                | 186     | 0,15  |
|                        | Barbara Selano                 | 141     | 0,11  | 10 Volte Meglio          | 141     | 0,11  |
| Totale                 | Totale                         | 125 835 | 100   |                          | 125 835 | 100   |
|                        |                                |         |       |                          |         |       |
| Voti non validi        | Voti non validi                | 5 094   | 3,89  |                          |         |       |
| Votanti                | Votanti                        | 130 929 | 68,36 |                          |         |       |
| Elettori               | Elettori                       | 191 520 |       |                          |         |       |